# Accidente del Cessna 182 en Nahualá en 2022
El Accidente del Cessna 182 en Nahualá en 2022 tuvo lugar el 4 de junio de 2022 cuando un avión Cessna 182 se disponía a ejecutar un vuelo nacional entre Aeropuerto Internacional La Aurora y el Aeropuerto Internacional de Occidente. En su interior transportaba a una persona la cual murió en el impacto de la aeronave.

## Aeronave
La aeronave accidentada contaba con el número de matrícula TG-PIM y era un Cessna 182S con el número de serie 18280191. Según la dirección general de aeronáutica civil la avioneta contaba con Certificado Tipo 3A13 y tenía una licencia comercial número 1825.
La aeronave Cessna 182 es un avión monomotor multipropósito producido por la fabricante estadounidense Cessna.

#### Accidente previo
El 4 de julio de 2017, esta misma aeronave operaba un vuelo ferry desde el Aeropuerto Internacional La Aurora al aeródromo de Sayaxché, en el departamento de Petén, con la intención de efectuar un vuelo privado. Luego de dar un par de vueltas sobre la pista para observar si no había nadie, la aeronave aterriza y posteriormente el piloto pierde el control de esta, causando una excursión de pista con daños sustanciales en el aparato aunque sin reportar heridos. Pocos meses después el vehículo aéreo fue reparado y volvió a volar.

### Meteorología y Topografía
El clima en los primeros días del mes de mayo de 2022 en Guatemala se caracterizó por ser muy adverso, esto debido a múltiples fenómenos naturales que directa o indirectamente afectaron al país, como el Huracán Agatha, que si bien no presentó un severo daño en el país centroamericano como en México, si se pudo observar un gran aumento en la humedad, lluvia y neblina en el país.
La topografía del país se ve fuertemente afectada por la Sierra Madre de Chiapas, más en el Occidente del país, llegando a tener localidades con alturas por encima de los 3,000 metros.

## Accidente
El 7 de junio de 2022, aproximadamente a las 11:00 a. m. hora guatemalteca, la aeronave despego del Aeropuerto Internacional La Aurora con un único ocupante, el capitán David Alfredo Barco Jiménez, con dirección al Aeropuerto de Quetzaltenango para operar un vuelo privado. A unos 25 kilómetros de Quetzaltenango, a muy poco tiempo de efectuar su aterrizaje, se pierde contacto con la aeronave luego de una alerta del piloto.
La aeronave se estrelló contra una montaña a poco más de 20 kilómetros de su destino, entre los municipios de Santa Catarina Ixtahuacan y Nahuala en el departamento de Sololá en Guatemala, su único ocupante fallece en el accidente.

## Secuelas
Poco tiempo después de la desaparición, la Policía Nacional Civil (PNC) fueron los primeros presentes en el lugar, además del ejército de Guatemala, esperando a la llegada de los socorristas como la asociación de cuerpos de bomberos de Occidente para el traslado de la persona fallecida.
En la red social "twitter" se difundieron imágenes sobre el accidente mostrando que la aeronave estaba totalmente destrozada además del mal clima y la gran elevación en la cual había impactado el avión.
El director general de aeronáutica civil de Guatemala (DGAC) Francis Argueta expreso lo siguiente: “Lamentamos accidente de aeronave privada TG-PIM en área de Nahualá. Nuestras condolencias a familiares y amigos del capitán David Alfredo Barco Jiménez, quien también desempeñaba labores en Aeronáutica Civil".
La organización encargada de los accidentes aéreos en Guatemala es la DGAC, por ende luego del accidente se informo que se había enviado a un equipo para investigar el suceso y determinar las causas del accidente.